# Force Works
A Force Works egy, a Marvel Comics által kiadott rövid életű képregénysorozat volt, mely 1994 és 1996 között jelent meg az Amerikai Egyesült Államokban. A sorozat a 102. részével befejeződő Avengers West Coast folytatásaként látott napvilágot. A képregény írója Dan Abnett és Andy Lanning volt.

## A megjelenés története
A sorozat nulladik része, úgynevezett achcan kiadásban még 1993 decemberében jelent meg a leendő sorozat íróinak Dan Abnettnek és Andy Lanningnek a közreműködésével. Ez a nulladik rész ízelítőnek jelent még az Avengers West Coast  102., befejező része előtt (1994. január), mely után a sorozat cselekmény zajlik.
A képregény első száma 1994 júliusában jelent meg, írója Dan Abnett és Andy Lanning, rajzolója Tom Tenney volt. Az alaptörténet szerint miután a Bosszú Angyalai nyugati-parti tagozata feloszlott és kúriájuk is megsemmisült egy krí támadás során, az egykori csapat vezetője, Vasember úgy vélte, hogy az utóbbi idők eseményeit figyelembe véve a Bosszú Angyalai megszokott védekező magatartása már nem elegendő a Föld megvédéséhez. Ezért egy új, jóval agresszívebb fellépésű csapatot hozott létre, mely nemcsak elhárítja az emberiségre leselkedő veszélyeket, hanem meg is próbálja megelőzni azokat. Az új csapatot Erőműveknek nevezte el. A feloszlott csapat régi tagjai közül a Skarlát Boszorkány vezetésével az Erőművek tagja lett Vasember, a Pók, Energikon és USA Ügynök valamint egy új szereplő, a földönkívüli Centurio is csapattag lett. A csapat főhadiszállása a Stark Művek egyik elhagyott létesítménye, a Művek lett, melyet annak mesterséges intelligenciája, PLATO üzemeltetett. A csapathoz később csatlakozott Kibermanta és Holdrázó is.
Tenney a negyedik szám után otthagyta a sorozatot, melynek rövid élete során nem is lett rendszeres  rajzolója. A közreműködő művészek Raul Ryan (#5), Dave Taylor (#6-7), Stu Johnson (#8), Jim Calafiore (#9-12), Dave Ross (#13-14), Jim Cheung (#15-17), Yancey Labat #18, 21), Hector Oliveira (#19-20) és Andrew Wildman (#21-22) voltak.
A sorozat több történetének részei, vagy fontos cselekményrészletei más kiadványokban jelentek meg. A Hands of the Mandarin című hatrészes crossover-történetnek két része jelent meg a Force Works 6. és 7. számában, a többi a War Machine, az Iron Man és a Marvel Comics Presents lapjain volt olvasható.
Az Erőművek csapata nem sokkal Vasember halála után feloszlott, a sorozat a 22. számmal, 1996 áprilisában, szűk két évvel indulása után megszűnt.

## Külső hivatkozások
- A Force Works sorozat a ComicVine.com oldalain
- A Force Works sorozat a Comic Book Database oldalain